# Канкл (Огайо)
Канкл (англ. Kunkle) — переписна місцевість (CDP) в США, в окрузі Вільямс штату Огайо. Населення — 173 особи (2020).

## Географія
Канкл розташований за координатами 41°38′9″ пн. ш. 84°29′39″ зх. д. / 41.63583° пн. ш. 84.49417° зх. д. (41.635942, -84.494224).  За даними Бюро перепису населення США в 2010 році переписна місцевість мала площу 0,73 км², уся площа — суходіл.

## Демографія
Згідно з переписом 2010 року, у переписній місцевості мешкало 246 осіб у 83 домогосподарствах у складі 66 родин. Густота населення становила 339 осіб/км².  Було 93 помешкання (128/км²).
Расовий склад населення:
| - 93,1 % — білих - 0,4 % — корінних американців - 0,4 % — чорних або афроамериканців - 4,9 % — осіб інших рас |

До двох чи більше рас належало 1,2 %. Частка іспаномовних становила 4,1 % від усіх жителів.
За віковим діапазоном населення розподілялося таким чином: 30,1 % — особи молодші 18 років, 59,7 % — особи у віці 18—64 років, 10,2 % — особи у віці 65 років та старші. Медіана віку мешканця становила 31,6 року. На 100 осіб жіночої статі у переписній місцевості припадало 112,1 чоловіків;  на 100 жінок у віці від 18 років та старших — 107,2 чоловіків також старших 18 років.
Цивільне працевлаштоване населення становило 102 особи. Основні галузі зайнятості: виробництво — 67,6 %, мистецтво, розваги та відпочинок — 23,5 %, науковці, спеціалісти, менеджери — 8,8 %.